# Las que se ponen bien la falda
«Las que se ponen bien la falda», también conocida como" #LQSPBLF," es una canción feminista radical de la cantante mexicana María José. Es cantada a dueto con la reggaetonera Ivy Queen.
Fue lanzado como el primer sencillo del próximo y quinto álbum de estudio de María José, a través de AirPlay el 9 de mayo de 2016 y como descarga digital el 13 de mayo de 2016. Un video musical de la canción fue grabada en Miami en abril de 2016.

## Lanzamiento y promoción
En una presentación en Hermosillo, México, anunció el lanzamiento de la canción María José estrenó fragmentos de la canción en sus redes sociales en abril de 2016. El 30 de abril de 2016, un adelanto de la canción fue publicada en las cuentas oficiales de YouTube y VEVO de José. «Las que se ponen bien la falda» fue lanzado como el primer sencillo del próximo quinto trabajo de estudio de José álbum. enviado a la radio el 9 de mayo de 2016 El álbum será promovido por una gira en septiembre de 2016.

## Música y letra
Musicalmente, las empresas José en el género del reguetón y la música urbana en «Las que se ponen bien la falda». De acuerdo con Lena Hensen de  People en Español, la química entre los dos artistas se pueden sentir en la canción Univisión reivindica la canción a ser una "colaboración explosiva". Líricamente, la canción defiende, y trae la potenciación de las mujeres De acuerdo con un editor para el diario mexicano  el Imparcial , la canción "responde a todas las críticas que se han hecho en relación con violencia de género.

## Videoclip
El video musical de la canción fue filmado en Miami, filmado durante dos días el 13 y 14 de abril de 2016. El video fue lanzado el 21 de mayo de 2017 por la plataforma de YouTube